# Protein ribosome 60S L5
Protein ribosome 60S L5 là một protein ở người thì được mã hóa bởi gen RPL5.

## Chức năng
Ribosome, phức hợp mà xúc tác cho quá trình tổng hợp protein, bao gồm một tiểu đơn vị 40S nhỏ và một tiểu đơn vị 60S lớn. Các tiểu đơn vị này bao gồm bốn loại RNA và khoảng 80 protein riêng biệt về mặt cấu trúc. Gen này mã hóa một protein ribosome này là một thành phần của tiểu đơn vị 60S. Protein thuộc họ L18P trong các protein ribosome. Protein này nằm trong tế bào chất. Protein liên kết với rRNA 5S để tạo thành một phức hợp ổn định được gọi là hạt ribonucleoprotein 5S (RNP- ribonucleoprotein particle). Phức hệ này cần thiết cho việc vận chuyển rRNA 5S không gắn ribosome đến nhân con để lắp ráp thành ribosome. Protein tương tác riêng với tiểu đơn vị beta của casein kinase 2.

## Ý nghĩa y khoa
Những biểu hiện bất thường của gen này trong ung thư đại trực tràng so với mô bình thường liền kề đã được quan sát thấy, mặc dù mối tương quan giữa mức độ biểu hiện và mức độ nghiêm trọng của bệnh thì còn chưa rõ ràng. Gen này được đồng phiên mã với gen RNA U21 hạt nhân nhỏ, nằm ở intron thứ năm của nó. Như là điển hình cho các gen mã hóa protein ribosome, có nhiều gen giả của gen này được nhân lên và phát tán khắp hệ gen.

## Tương tác
Protein ribosome 60S L5 được cho là có thể tương tác với:
- CSNK2B,[5][6][7][8]
- EIF5A,[9]
- Mdm2,[10][11][12] và
- PDCD4.[13]